# Hoffmannia mathewsii
Hoffmannia mathewsii är en måreväxtart som beskrevs av Paul Carpenter Standley. Hoffmannia mathewsii ingår i släktet Hoffmannia och familjen måreväxter. Inga underarter finns listade i Catalogue of Life.